# Катоба (округ)
Округ Катоба (англ. Catawba County) располагается в штате Северная Каролина, США. Официально образован в 1842 году. По состоянию на 2010 год, численность населения составляла 154 810 человек.

## География
По данным Бюро переписи США, общая площадь округа равняется 1072,261 км2, из которых 1032,686 км2 суша и 39,575 км2 или 3,270 % это водоёмы.

## Население
По данным переписи населения 2010 года в округе проживает 154 358 жителей в составе 55 533 домашних хозяйств и 39 095 семей. Плотность населения составляет 137,00 человек на км2. На территории округа насчитывается 59 919 жилых строений, при плотности застройки около 58,00-ми строений на км2. Расовый состав населения: белые — 87,10 %, афроамериканцы — 8,50 %, коренные американцы (индейцы) — 0,30 %, азиаты — 3,10 %, гавайцы — 0,05 %, представители других рас — 1,14 %, представители двух или более рас — 9,40 %. Испаноязычные составляли 0,00 % населения независимо от расы.
В составе 31,50 % из общего числа домашних хозяйств проживают дети в возрасте до 18 лет, 55,10 % домашних хозяйств представляют собой супружеские пары проживающие вместе, 10,90 % домашних хозяйств представляют собой одиноких женщин без супруга, 29,60 % домашних хозяйств не имеют отношения к семьям, 24,60 % домашних хозяйств состоят из одного человека, 9,10 % домашних хозяйств состоят из престарелых (65 лет и старше), проживающих в одиночестве. Средний размер домашних хозяйств составляет 2,51 человека, и средний размер семьи 2,98 человека.
Возрастной состав округа: 24,30 % моложе 18 лет, 8,80 % от 18 до 24, 31,10 % от 25 до 44, 23,50 % от 45 до 64 и 23,50 % от 65 и старше. Средний возраст жителя округа 36 лет. На каждые 100 женщин приходится 97,30 мужчин. На каждые 100 женщин старше 18 лет приходится 94,70 мужчин.
Средний доход на домохозяйство в округе составлял 43 536 USD, на семью — 47 474 USD. Среднестатистический заработок мужчины был 30 822 USD против 23 352 USD для женщины. Доход на душу населения составлял 20 358 USD. Около 6,50 % семей и 9,10 % общего населения находились ниже черты бедности, в том числе — 12,50 % молодежи (тех, кому ещё не исполнилось 18 лет) и 9,70 % тех, кому было уже больше 65 лет.